# 松本照彦
松本 照彦（まつもと てるひこ、1948年2月6日 - ）は、日本の政治家。多良木町長（3期）。

## 人物
- 熊本市の高校を経て、東海大学工学部卒業後、弱電関係の会社に就職[1]
- 1999年（平成11年）-多良木町議会議員選挙当選[1]
- 2005年（平成17年）-多良木町長選挙当選[1]
- 2009年（平成21年）-多良木町長選挙再選
- 2013年（平成25年）-多良木町長選挙再選